# Class 317
De Class 317 is een in Groot-Brittannië gebruikt treinstel bestemd voor personenvervoer.

## Exploitanten
| Class       | Exploitant                                                                        | Aantal gebouwd | Bouwjaar | Aantal rijtuigbakken per treinstel | Nummering                                                        | Opmerkingen           |
| ----------- | --------------------------------------------------------------------------------- | -------------- | -------- | ---------------------------------- | ---------------------------------------------------------------- | --------------------- |
| Class 317/1 | First Capital Connect                                                             | 12             | 1981-82  | 4                                  | 317337 - 317348                                                  |                       |
| Class 317/5 | National Express East Anglia                                                      | 15             | 1981-82  | 4                                  | 317501 - 317515                                                  | Origineel reeks 317/1 |
| Class 317/6 | National Express East Anglia                                                      | 24             | 1985-87  | 4                                  | 317649 - 317672                                                  | Origineel reeks 317/2 |
| Class 317/7 | National Express East Anglia, Stansted Express, London Overground Rail Operations | 9              | 1981-82  | 4                                  | 317708 - 317710, 317714, 317719, 317722 - 317723, 317729, 317732 | Origineel reeks 317/1 |
| Class 317/8 | National Express East Anglia, Stansted Express, London Overground Rail Operations | 12             | 1981-82  | 4                                  | 317881 - 317892                                                  | Origineel reeks 317/1 |